# Шаленик
Шаленик (пол. Szalenik) — село в Польщі, у гміні Любича-Королівська Томашівського повіту Люблінського воєводства.
Населення — 141 особа (2011).
Розташоване на Закерзонні (в історичному Надсянні).
У 1975—1998 роках село належало до Замойського воєводства.

## Демографія
Демографічна структура станом на 31 березня 2011 року:
|          | Загалом | Допрацездатний вік | Працездатний вік | Постпрацездатний вік |
| -------- | ------- | ------------------ | ---------------- | -------------------- |
| Чоловіки | 73      | 16                 | 56               | 1                    |
| Жінки    | 68      | 17                 | 39               | 12                   |
| Разом    | 141     | 33                 | 95               | 13                   |